# Augustabad (Neubrandenburg)

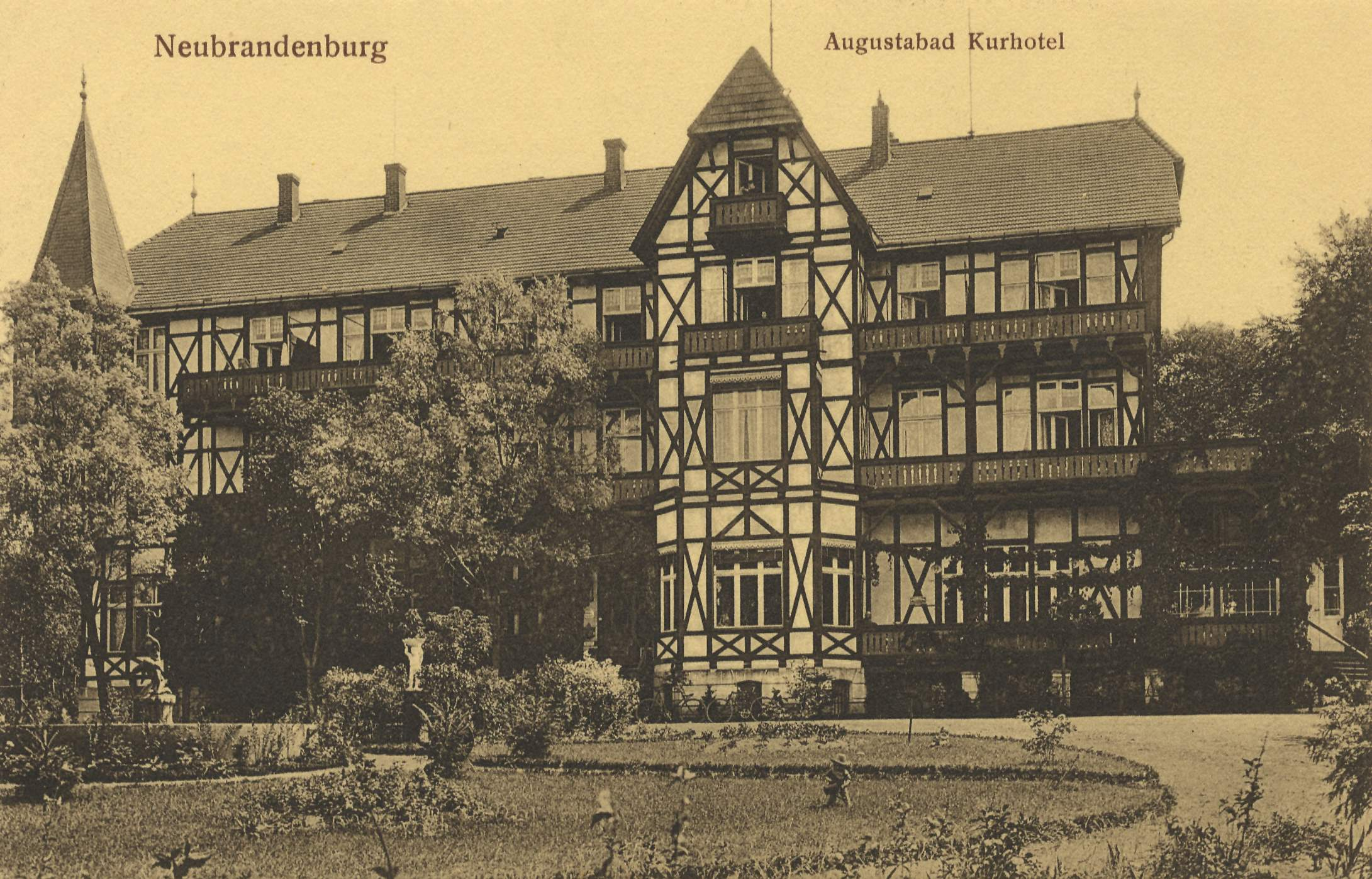
Kurhaus Augustabad (um 1900)

Augustabad ist eine Ortslage am Tollensesee in Neubrandenburg, Mecklenburg-Vorpommern. Der Name verweist auf die hier im 19. Jahrhundert entstandenen Kureinrichtungen, die heute nicht mehr existiert.

## Geschichte
Das Kurhaus Augustabad wurde 1895 eröffnet und erhielt seinen Namen nach der Großherzogin Augusta Caroline von Mecklenburg-Strelitz (1822–1916). In der Umgebung entstanden rasch weitere Villen, Fremdenpensionen und Erholungsheime mit vielen Angeboten für die Feriengäste wie einem gepflegten Badestrand, eine eichenumsäumte, elegante Promenade, Ruderbooten, dem Aussichtsturm Behms Höhe und einer Dampferanlegestelle. Die Besitzer bzw. Pächter des Kurhauses wechselten mehrmals.
Ein prominenter Kurgast war der Dichter Theodor Fontane (1819–1898), der sich 1897 mit Frau und Tochter für mehrere Tage dort aufhielt.
Im Ersten Weltkrieg wurde das Kurhaus zum Kriegsgefangenenlager für britische Offiziere. Mitte der zwanziger Jahre übernahm die Deutschnationale Krankenkasse in Hamburg das Haus und ließ es zu einem Erholungsheim für ihre Mitglieder umbauen. Mit Beginn des Zweiten Weltkrieges wurde das Haus zum Lazarett umfunktioniert, bald darauf wurde das Gelände zum Sperrgebiet und es wurde die Torpedoversuchsanstalt Neubrandenburg gebaut. Am 28. April 1945 eroberte die sowjetische Armee das Gelände und übergab es 1947 an die Stadtverwaltung Neubrandenburg.
Zu DDR-Zeiten wurde das Gelände wieder zum Sperrgebiet, ab 1953 gehörte es zum Betriebsgelände des Reparaturwerks Neubrandenburg (RWN), eines Rüstungsbetriebs vorwiegend für Panzer. Das alte Kurhaus diente nun als Wohnheim für Lehrlinge.
Nach der Wende wurde das Gebiet wieder öffentlich zugänglich. In das alte Kurhaus Augustabad zog für einige Zeit wiederum eine Krankenkasse ein, danach blieb es jahrelang ungenutzt und wurde 2005 abgerissen. Das RWN bestand weiter und führte Abrüstungs- und Verschrottungsaufträge aus, bis es im Dezember 2001 mangels Aufträgen schloss. 2003 wurde die ehemalige, 2,6 km lange Werkbahn zum Neubrandenburger Bahnhof abgebaut.
Im 21. Jahrhundert befindet sich auf dem Gelände das Strandbad Augustabad, die erschließende Straße trägt den Namen Am Augustabad.